# Ellenállás–tranzisztor logika
Az ellenállás–tranzisztor logika (RTL; más néven tranzisztor–ellenállás logika (TRL)) ellenállásokat bemenetként és bipoláris tranzisztorokat váltóeszközként használó digitális áramkörök csoportja. Ez a tranzisztort használó legkorábbi logikacsoport, ezt követte a dióda–tranzisztor logika, majd a tranzisztor–tranzisztor logika.
Az RTL áramkörök eleinte diszkrét elemekből készültek, de 1961-ben ez lett az első monolitikus integrált áramkörként készült digitális logikai család. RTL integrált áramköröket használt az Apollo Guidance Computer, melynek tervezése 1961-ben kezdődött, és először 1966-ban használták.

## Megvalósítás

### RTL inverter
A bipoláris tranzisztorváltó a logikai negációt megvalósító legegyszerűbb RTL kapu. Közös kibocsátós szakaszból áll, ahol alapellenállás van az alap és a bemeneti feszültségforrás közt. Az ellenállás a tranzisztor bemeneti feszültségtartományát (mintegy 0,7 V) a logikai „1” szintre (mintegy 3,5 V) állítja a bemeneti feszültség árammá alakításával. Ellenállása elég alacsony a tranzisztor feltöltéséhez, és elég magas a magas bemeneti ellenálláshoz. A gyűjtőellenállás a gyűjtőáramot feszültséggé alakítja, ellenállása elég magas a tranzisztor feltöltéséhez, és elég alacsony az alacsony kimeneti ellenálláshoz (magas fanout).

### Egytranzisztoros RTL NOR kapu

Egytranzisztoros RTL NOR kapu rajza.

Egynél több ellenállással (R3 és R4) az inverter két bemenetű RTL NOR kapuvá válik (lásd a képet). A logikai VAGY az összeadás és az összehasonlítás egymás utáni alkalmazásával történik (a bemeneti ellenállás-hálózat feszültség-összeadóként működik azonos súlyú bemenetekkel, az ezt követő tranzisztor 0,7 V küszöbfeszültségű feszültség-összehasonlítóként). A logikai 1-hez, illetve a logikai 0-hoz csatlakozó ellenállások ekvivalens ellenállása a tranzisztort működtető összetett feszültségosztó részei. Az alapellenállások és a bemenetszám úgy van megválasztva, hogy egy logikai 1 is elég a küszöböt átlépő feszültséghez, így a tranzisztor feltöltéséhez. Ha mindegyik bemeneti feszültség alacsony (logikai 0), a tranzisztor nem kap áramot. Az R1 ellenállás a megfelelő be/ki küszöbre irányítja a tranzisztort. A kimenet megfordul, mivel a Q1 tranzisztor gyűjtő-kibocsátó feszültsége a kimenet, mely alacsony bemenetek esetén magas. Így az analóg ellenálló-hálózat és az analóg tranzisztorszakasz logikai NOR-t tudnak elvégezni.

### Többtranzisztoros RTL NOR kapu

Többtranzisztoros RTL NOR kapu, mint amilyen az Apollo Guidance Computer áramköreiben is található.

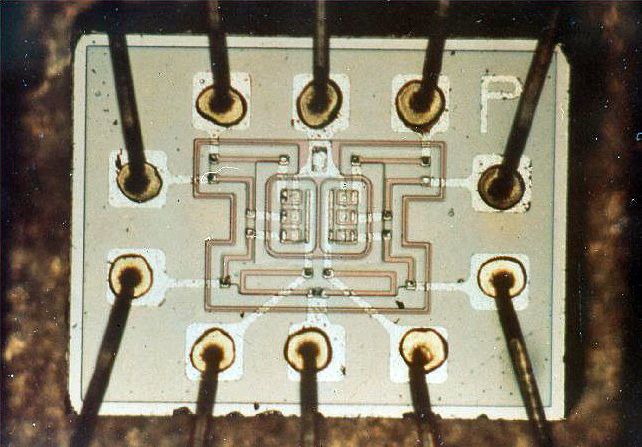
Az Apollo-küldetés számítógépéhez használt 3 bemenetű NOR kapu. Csatlakozások (az óramutató járása szerint): földelés, bemenetek, kimenet, V_{cc} áram, kimenet, bemenetek. A vékony huzalok a termináloktól a tranzisztorokig az ellenállások.

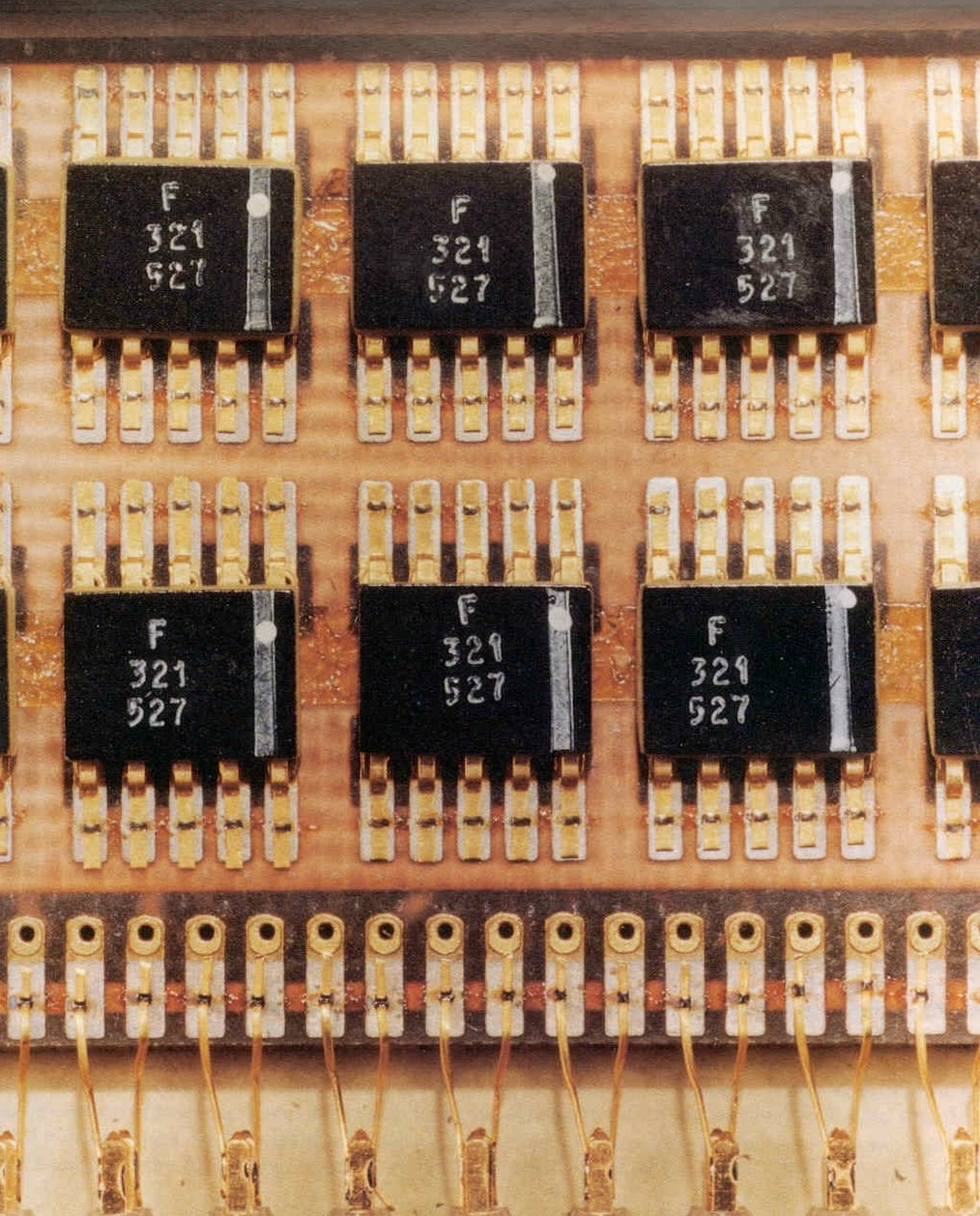
Flatpack RTL NOR kapu integrált áramkörök az Apollo számítógépében

Az egytranzisztoros NOR kapu korlátai többtranzisztoros változattal oldhatók meg. Ez párhuzamosan kapcsolt, a logikai bemenetek irányította tranzisztorváltókból áll. Ekkor a bemenetek teljesen elkülönülnek, a bemenetek számát a logikai 1-nél való áramveszteség korlátozza. Ezen ötletet felhasználták később DCTL-, ECL, egyes TTL (7450, 7460), NMOS és CMOS kapukhoz.

### Tranzisztorkapcsolás
A bipoláris tranzisztorok kimenetének biztosításához az alapbemenetek (Vb) kapcsolva vannak.

## Előnyök
Az RTL fő előnye a kevés tranzisztor. A diszkrét komponenseket használó áramkörökben az integrált áramkörök megjelenése előtt a tranzisztorok előállítási költsége volt a legnagyobb. A korai IC-logika-termelés (például a Fairchildé (1961)) e megközelítést használta rövid ideig, de hamar nagyobb teljesítményű áramkörökre váltott, például dióda–tranzisztor, később tranzisztor–tranzisztor logikára, hiszen a diódák és a tranzisztorok nem voltak sokkal drágábbak az ellenállásoknál.

## Korlátok
Az RTL hátránya a magas fogyasztás bekapcsolt tranzisztor esetén, melyet az ellenállásokba folyó áram okoz. Így emellett több hő távolítandó el az RTL áramkörökből. Ezzel szemben a „totemkimenetű” TTL áramkörök mindkét igényt minimalizálják.
Az RTL zajküszöbe alacsony. Lancaster szerint integrált áramkörös RTL NOR kapuk megépíthetők (bemenetenként 1 tranzisztorral) „tetszőleges elfogadható számú” logikai bemenettel, és 8 bemenetes NOR kaput is leír.
Egy integrált áramköri RTL NOR kapu legfeljebb 3 hasonló kapuhoz csatlakozhat, vagy legfeljebb 2 szabványos integrált áramköri „pufferhez”, melyek legfeljebb további 25 RTL NOR kapuhoz csatlakozhatnak.

## Gyorsítás
Számos társaság az alábbi gyorsítási módokat használta diszkrét RTL-hez:
A tranzisztorok váltási sebessége az első tranzisztoros számítógépektől máig jelentősen megnőtt. A GE Transistor Manual (7. kiadás, 181. oldal, 3. kiadás, 97. oldal vagy köztes kiadások) nagyobb frekvenciájú tranzisztorok, kondenzátorok vagy alap–gyűjtő dióda (párhuzamos negatív visszacsatolás) használatát ajánlják telítés ellen.
Egy kondenzátor bemeneti ellenállással párhuzamos elhelyezése lecsökkenti a kibocsátó kapcsolásához szükséges időt. Az „RCTL” (ellenállás–kondenzátor–tranzisztor logika) „gyorsító kondenzátoros” kapukat jelent. A Lincoln Laboratory TX-0 áramkörei is tartalmaztak ilyet.
Magas gyűjtőáramforrás-feszültséggel és diódakapcsolással csökkenthető a töltési idő. Ez a dióda gyűjtőhöz való kapcsolását a tervezett logikai szintig igényli. E módszer használatos volt a diszkrét DTL-ben (dióda–tranzisztor logika) is.
Egy további, a diszkrét eszközös logikai áramkörökben gyakori módszerben dióda és ellenállás, egy germánium- és szilíciumdióda vagy három dióda volt negatív visszacsatolásos elrendezésben. E diódahálózatok különböző Baker-kapcsolások, melyek csökkentették az alaphoz alkalmazott feszültséget, ahogy a gyűjtő közeledett a telítettséghez. Mivel a tranzisztor kevésbé telt meg, ott kevesebb tárolt töltéshordozó volt. Így kevesebb idő kellett a töltés eltávolításához a tranzisztor kikapcsolásakor. Egy telítést megakadályozó alacsony feszültségű diódát is használtak az integrált logikai családokban Schottky diódákkal, például a Schottky TTL-ben.

## Fordítás
Ez a szócikk részben vagy egészben  a   Resistor–transistor logic című angol Wikipédia-szócikk ezen változatának fordításán alapul.  Az eredeti cikk szerkesztőit annak laptörténete sorolja fel. Ez a jelzés csupán a megfogalmazás eredetét és a szerzői jogokat jelzi, nem szolgál a cikkben szereplő információk forrásmegjelöléseként.